# Moye
Moye este o comună în departamentul Haute-Savoie din sud-estul Franței. În 2009 avea o populație de 1.016 de locuitori.

## Evoluția populației
| An        | 1975 | 1982 | 1990 | 1999 | 2006  | 2009  |
| --------- | ---- | ---- | ---- | ---- | ----- | ----- |
| Populație | 535  | 640  | 697  | 849  | 1.028 | 1.016 |